# Loris Campana
Loris Campana (* 3. August 1926 in Marcaria; † am oder vor dem 4. September 2015) war ein italienischer Bahnradsportler.
1952 startete Loris Campana bei den Olympischen Spielen in Helsinki und errang mit dem italienischen Bahn-Vierer (Marino Morettini, Guido Messina, Mino De Rossi) die Goldmedaille in der Mannschaftsverfolgung. Bei den Bahn-Weltmeisterschaften im selben Jahr in Paris wurde er Dritter in der Einerverfolgung der Amateure. 1953 errang er den Titel des Vize-Weltmeisters in der Verfolgung der Amateure bei den UCI-Bahn-Weltmeisterschaften 1953 in Zürich. 1955 wurde er zudem italienischer Meister in der Einer- sowie in der Mannschaftsverfolgung.